# クリスティアン・ニコラウス・フォン・リンガー
クリスティアン・ニコラウス・リンガー（Christian Nicolaus Linger、1705年以降はフォン・リンガー、1669年4月5日、ベルリン - 1755年4月17日、同地）はプロイセン王国の将官である。彼は1716年からプロイセン砲兵隊の司令官であり、1744年には国王フリードリヒ2世によってプロイセン王国初の砲兵大将に任じられた。

## 生涯

### 出自
クリスティアン・ニコラウス・フォン・リンガーは1683年に没したブランデンブルク選帝侯領の砲兵指揮官、ザロモン・リンガーとヴィーゼ家出身の妻、マリーの息子であった。『ゴータ宮廷年鑑』の新貴族便覧に拠れば、彼の曾祖父は皇帝軍の中佐、ブランデンブルク軍の大尉で砲兵指揮官のマルティン・フェルディナント・リンガーである。

### 軍歴
1688年、彼は19歳で砲兵としてプロイセン軍砲兵隊に入隊した。1689年から1697年の対仏戦争に参加するとボンとナミュールの攻囲戦で功を立て、1696年に少尉に昇進する。1701年には大尉に昇進し中隊長に任じられるが、これは彼の庶民としての出自から砲兵隊でのみ可能なことであった。翌年、スペイン継承戦争中の様々な攻囲戦における砲撃任務で改めて軍功を挙げた。その功績により国王フリードリヒ1世から1705年3月12日、プロイセンの貴族に叙せられ少佐に、そして1709年には中佐に昇進している。
フリードリヒ・ヴィルヘルム1世即位後の1713年5月、戦役から帰還したリンガーは退役させられた。しかし軍拡を計画していた軍人王は、その砲術家の知識と能力を諦めることができなかった。1714年1月、リンガーは現役に復帰すると翌年にはスウェーデンに対する戦争に出征する。ロシアやデンマークを同盟国とし、フォアポンメルンの占領は果たされた。シュトラールズントとシュテッティーンの戦いでリンガーは改めて戦功を挙げることができ、フリードリヒ・ヴィルヘルム1世は1716年、彼を大佐そしてプロイセン砲兵隊の司令官に任じる。この新設された地位にあってリンガーは、とりわけベルリン兵器庫並びに隣接する火薬廠の設立に大いに貢献した。彼の監督下、この火薬廠はシュレーズィエン戦争中の膨大な火薬の需要を、ほぼ完全かつ独自に満たすことができた。またリンガーは大砲の口径を規格化し、3ポンド砲、6ポンド砲、12ポンド砲と24ポンド砲のみが用いられるようにした。賞賛に値する業績として、1721年から1722年にかけてプロイセン王立造兵廠の設立準備を果たしている。1724年にはローゼンベルクの地方長官並びに郡長に任命され、1728年に少将へ昇進した。今やフリードリヒ・ヴィルヘルム1世の腹心の一人となった彼は1730年、国王によって王太子とその友人カッテの逸脱行為を裁く軍法会議の一員にも任命されている。1732年1月24日にはウィーンで帝国貴族に叙せられた。フリードリヒ・ヴィルヘルム1世は薨去する少し前の1739年、リンガーを中将に昇進させた。
その後継者、フリードリヒ2世の下、彼は第一次シュレーズィエン戦争においてブリークの攻囲戦を指揮した。シュレーズィエンの占領後、グローガウは彼の監督下に要塞化される。新しいシュレーズィエンの砲兵中隊の練成・創設も彼の功績であった。1743年、リンガーは砲兵大将に昇進する。これは彼の前には誰も就いたことのない地位であり、プロイセン軍では類似の特権を伴い1918年まで存続した。翌年、フリードリヒ大王は黒鷲勲章をもってこの功績ある大将を表彰している。第二次シュレーズィエン戦争中、すでに75歳となっていたリンガーは野戦砲兵連隊の先頭に立ち、プラハで戦った。1744年9月16日、プラハの降伏に繋がった町への砲撃により、改めて功績を認められている。それは同時に、彼の戦場における最後の働きであった。国王によってアンガーミュンデ近郊のアルト＝キュンケンドルフとグロース＝ツィーテンの支配権をもって報いられた後、クリスティアン・ニコラウス・フォン・リンガーは1755年4月17日、ベルリンで86歳で没した。その67年にわたる軍歴の中で、3人のプロイセン国王に仕えたのであった。
ベルリンのリンガーの墓所は、確実には特定されていない。様々な文献のあるものは衛戍教会を、またあるものはドロテーンシュタット教会を挙げている。いずれにせよ、墓碑は現存していない。

### 婚姻と子孫
クリスティアン・ニコラウスは2回結婚しており、1698年にはカタリーナ・エリザベート・グレーフェン（1711年没）と初の、1716年にはズザンナ・マリア・クンシュ・フォン・ブライテンヴァルト（1745年没）と2回目の婚儀を挙げた。最初の結婚生活において5人の子供（娘4人と息子1人)を儲けている。娘のヨハンナ・ヘンリエッテ（1699年-1780年）は後の少将、ベルンハルト・フォン・ボーヴライエと結婚した。その他の娘、シャルロッテはデンマークの士官、ダーヴィット・レヴィン・フォン・カッテ（1690年-1758年）と、ドロテア・フィリッピーナ（1703年-1756年6月24日）は砲兵大佐、ヴァレンティーン・ボードー・フォン・デア・オステン（1669年-1757年）と結婚している。
息子のクリスティアン・ルートヴィヒ・フォン・リンガー（1711年-1788年）はプロイセン軍の少佐になり、カタリーネ・ドロテア・アントワネット・キュヒマイスター・フォン・シュテルンベルク（1812年没）と結婚した。この夫婦は息子1人と娘1人を儲けた。この息子、フリードリヒ・アルブレヒト・グスタフ・ルートヴィヒ・フォン・リンガー（1757年-1791年）の死をもって家の男系は断絶した。クリスティアン・ニコラウスが2回目の結婚で儲けた唯一の息子、ヴィルヘルム・フォン・リンガー（1720年-1756年）は子供を残さないまま、プロイセン軍のある胸甲騎兵連隊の少佐として没している。

### 後の表彰
リンガーの名は「C. V. LINGER GEN. D. ART.」（クリスティアン・フォン・リンガー砲兵大将）として、ウンター・デン・リンデンにあるフリードリヒ大王騎馬像の顕彰盤の一つに見られる。この記念碑は国王フリードリヒ・ヴィルヘルム4世の治世下、1851年に完成した。
ケーニヒスベルクの親閲演習に際し、皇帝ヴィルヘルム2世は「フォン・リンガー」（東プロイセン第1）砲兵連隊に1910年8月21日、ベルリンの彫刻家クリスティアン・ダニエル・ラウホの作品を原型としたリンガー大将の青銅製の胸像を下賜している。この胸像は、ハーバーベルク三位一体教会に隣接する砲兵隊講堂（Artillerie-Collegienhaus）の歴史区画に展示されていた。しかし1945年以降、失われている。
1914年以前は同連隊から除隊した士官に、餞別としてこの胸像の小型複製品が贈られていた。これらのレプリカの一つはイーダー・オーバーシュタインにあるドイツ連邦軍の砲術学校に保存されている。

## 典拠
1. ↑  Genealogisches Handbuch des Adels（ドイツ語版）, Adelslexikon. Band VII, シリーズ第97巻。 C. A. Starke Verlag, Limburg (Lahn) 1989, p. 401.
2. 1 2  Gothaisches Genealogisches Taschenbuch der briefadeligen Häuser（ドイツ語版）. Dritter Jahrgang, 1909, p. 480–482.
3. ↑  Friedrich Lenz, Otto Unholtz: Die Geschichte des Bankhauses Gebrüder Schickler. Verlag G. Reimer, Berlin 1912, p. 33.
4. ↑  Hans-Jürgen Mende: Lexikon Berliner Begräbnisstätten. Pharus-Plan, Berlin 2018, ISBN 978-3-86514-206-1, p.41, p 51.
5. ↑  Archivierte Kopie (Memento des Originals vom 16. 1月 2014 im Internet Archive)  情報 Der Archivlink wurde automatisch eingesetzt und noch nicht geprüft. Bitte prüfe Original- und Archivlink gemäß Anleitung und entferne dann diesen Hinweis.
6. ↑  Rolf Straubel（ドイツ語版）: Biographisches Handbuch der preußischen Verwaltungs- und Justizbeamten 1740–1806/15 (= Einzelveröffentlichungen der Historischen Kommission zu Berlin. Band 85). K. G. Saur, München 2009, ISBN 978-3-598-23229-9, p. 476
7. ↑  Wieland Giebel（ドイツ語版） (Hrsg.): Das Reiterstandbild Friedrichs des Großen. Berlin Story Verlag, Berlin 2007, ISBN 978-3-929829-69-3, p. 11, p. 15, p. 38.
8. ↑  Herbert Meinhard Mühlpfordt（英語版）: Königsberger Skulpturen und ihre Meister 1255–1945. Würzburg 1970, p. 263.
9. ↑  Königsberger Bürgerbrief V (1967/68), p. 16 (画像付き).

## 文献
- Genealogisches Handbuch des Adels（ドイツ語版）, Adelslexikon. Band VII, シリーズ第97巻。 C. A. Starke Verlag, Limburg (Lahn) 1989, ISSN 0435-2408, p. 401.
- Gothaisches Genealogisches Taschenbuch der briefadeligen Häuser（ドイツ語版）. Dritter Jahrgang, 1909, p. 480–482.
- Wolfgang Hausen: Generallieutenant Christian Nicolaus von Linger., Deutsches Soldatenjahrbuch 1980. 所収, Schild Verlag, München 1979, ISBN 3-88014-073-1.
- Friedrich Lenz（ドイツ語版）, Otto Unholtz: Die Geschichte des Bankhauses Gebrüder Schickler. Verlag G. Reimer, Berlin 1912 (オンライン版).
- Louis von Malinowsky, Robert von Bonin（ドイツ語版）: Geschichte der brandenburgisch-preussischen Artillerie. Duncker & Humblot, Berlin 1840, S. 199 f. (オンライン版).
- ベルンハルト・フォン・ポーテン（英語版）:ドイツ一般人名事典（英語版）、Linger, Christian von, Band 18, Duncker & Humblot, Leipzig 1883, p. 709 f.